# Alvorada do Sul

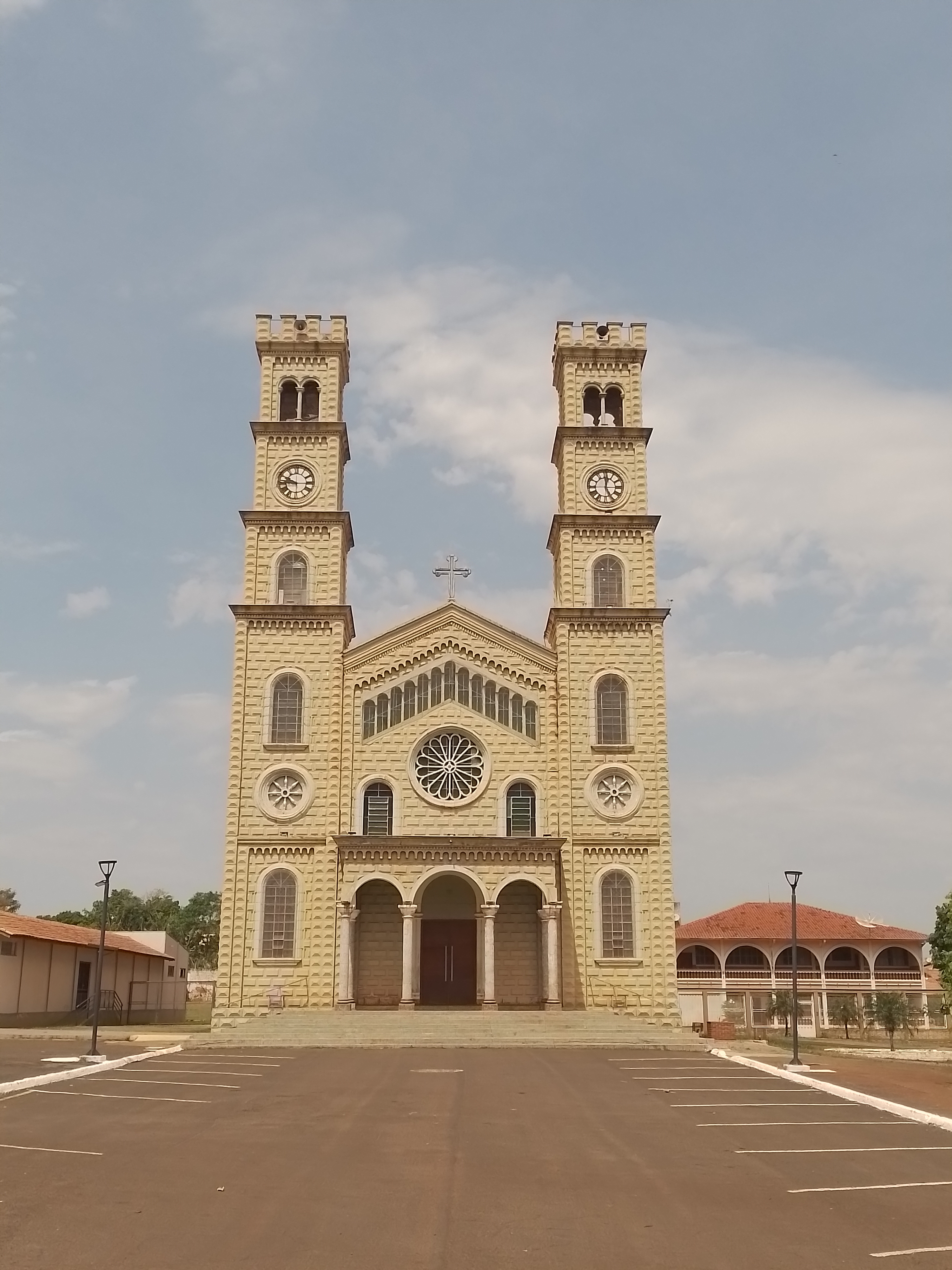
Igreja Matriz de Alvorada do Sul.

Alvorada do Sul é um município brasileiro do estado do Paraná, que pertence à Região Metropolitana de Londrina, situada na Região Sul do Brasil. Segundo dados do Instituto Brasileiro de Geografia e Estatística (IBGE), sua estimativa populacional em 2020 era de 11 503 habitantes. O Distrito administrativo de Alvorada do Sul foi criado em 1947, no município de Porecatu, e em 1951 alcançou sua autonomia. 
O nome do município se deve à fazenda onde se originou o loteamento inicial, Fazenda Alvorada, acrescida da palavra Sul para diferenciar-se de outro de igual denominação.
Com 424,249 km² e uma densidade demográfica de 27,1 hab/km², é a 191.ª cidade mais populosa do Paraná.

## História

### Antecedentes
A exploração e colonização de quase toda a área que constitui a região Norte do Paraná devem-se a diversas imobiliárias que, após a aquisição de determinada gleba, procediam à medição e à divisão da mesma em lotes urbanos e datas rurais para venda, sendo estas últimas destinadas à agricultura, principalmente o plantio de café. 
O crescente movimento de criação de novas cidades que se espalhou pelo estado do Paraná na década de 1940 também atingiu a empresa Lima, Nogueira & Exportadora, estabelecida na cidade paulista de Santos. Esse grupo adquiriu uma vasta área de terras na localidade onde hoje se localiza a cidade de Alvorada do Sul, promovendo seu loteamento em áreas rurais e urbanas, vendidas a longo prazo. Com um novo plano urbanístico, impulsionaram o progresso local, que era caracterizado por um povoamento quase que exclusivamente paulista, trazido pela empresa colonizadora que promoveu seus objetivos com marketing. A extensa porção territorial que circundava o povoado foi sistematicamente ocupada por famílias de agricultores, que não tardaram em transformar a fértil mata em grandes cafezais e produtivas lavouras de subsistência.

### Formação Administrativa
Cronologia do município de Alvorada do Sul:
- Distrito criado com a denominação de Alvorada do Sul ex-povoado, pela lei estadual nº 2, de 10 de outubro de 1947, no município de Porecatu.

- Elevação à categoria de município com a denominação de ‘Alvorada do Sul’, pela lei estadual nº 790, de 14 de novembro de 1951, sancionada pelo governador Bento Munhoz da Rocha Netto, com território desmembrado do município de Porecatu. Sede no antigo distrito de Alvorada do Sul. Assim permanecendo em divisão territorial datada em 1960.
- A instalação oficial ocorreu no dia 14 de dezembro de 1952, com a posse das autoridades municipais eleitas. Em 1955 ocupou o cargo de prefeito Juliano Fabrício dos Santos, e os cargos de vereadores José Pereira Lima, Antônia Fonta Cezar, Thyrso Silva Gomes, Natal Búfallo de Moraes, Arduvino Pedrão, Gil Pellegrini, Antonio Agnelo de Carvalho, João Piovesan e José Savia.

- Pela lei estadual nº 213, de 17 de novembro de 1961, é criado o distrito de Esperança do Norte e anexado ao município de Alvorada do Sul. Na divisão territorial datada de 31 de dezembro de 1963, o município é constituído de 2 distritos: Alvorada do Sul e Esperança do Norte, permanecendo assim em divisão territorial datada de 2001.

## Etimologia
Denominação dada pela empresa colonizadora, que acreditava no futuro da crescente povoação em um novo crepúsculo, surgindo então Alvorada, acrescida de do Sul, por sua localização geográfica no contexto nacional.